# Cerdà
Cerdà – gmina w Hiszpanii, w prowincji Walencja, we wspólnocie autonomicznej Walencja, o powierzchni 1,52 km². W 2011 roku liczyła 407 mieszkańców.